# 何塞·比列加斯
何塞·比列加斯（西班牙語：José Villegas，1934年6月20日—2021年12月24日），墨西哥男子足球运动员，司职后卫。他曾代表墨西哥国家队参加1958年和1962年国际足联世界杯，两届比赛均止步小组赛阶段。